# PeeWee Hunt
PeeWee Hunt (ur. 10 maja 1907, zm. 22 czerwca 1979) – amerykański puzonista jazzowy.

## Wyróżnienia
Posiada swoją gwiazdę na Hollywoodzkiej Alei Gwiazd.